# Umberto Bossi
Umberto Bossi (Cassano Magnago, 19 de setembre de 1941) és un polític italià, secretari federal de la Lliga Nord i, des de 2008 diputat i ministre de les reformes per al federalisme italià. Ha ocupat també el càrrec de diputat des de 1992 fins a 2001.

## Inicis

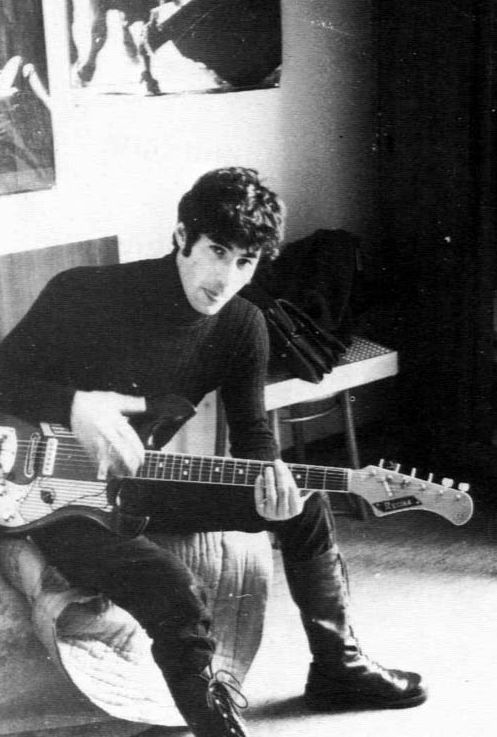
Donato (Umberto Bossi) el 1961

Després d'iniciar la carrera de medicina, abandona els seus estudis universitaris per a dedicar-se al món de la musica (enregistrà un disc sota el pseudònim de Donato) i, després de successius fracassos en aquest àmbit, a la política. El 1982, junt amb Roberto Maroni funda la Lliga Autonomista Llombarda, de la qual és nomenat Secretari nacional. El partit dona lloc, dos anys més tard, a la Lliga Lombarda, amb la qual obté les seves primers èxits electorals, i finalment, el 1989, funda una coalició de moviments i agrupacions autonòmics de la Itàlia del Nord, la Lliga Nord. En 1994 fou condemnat per violació de les lleis sobre el finançament públic de partits.

## Lliga Nord
Després de complir la seva condemna, és triat successivament senador i després ministre amb el govern de Silvio Berlusconi, amb el partit del qual, Forza Italia s'unirà per a vèncer les eleccions legislatives italianes de 1994 fent coalició amb la neofeixista Alleanza Nazionale. Després d'abandonar aquesta coalició, arribà a acusar públicament Berlusconi de pertànyer a la Cosa Nostra.
En les eleccions legislatives italianes de 1996, encoratjat pels bons resultats obtinguts, radicalitza la postura oficial de la Lliga Nord, anunciant el seu projecte de secessió de la Itàlia del Nord i, en última instància, la independència de la Padània. En la mateixa època es fa càrrec de la direcció de diversos mitjans de comunicació oficials, com el periòdic "La Padania" o "Telepadania", i comença a rebre les primeres acusacions de xenofòbia, que recauen també sobre molts altres dirigents del partit.

## Malaltia i Retorn
El 2004 patí un greu infart cerebral que l'obliga a una retirada parcial de l'escena política i un llarg període de recuperació. Tornà un any més tard, encapçalant una sèrie de manifestacions cada vegada més radicals, en les quals exigí la independència de la Padània, l'expulsió d'immigrants il·legals, i la desmeridionalització de la població del nord d'Itàlia, arribant fins i tot a ser condemnat dues vegades per injúries a la bandera italiana.

## Ministre
A les eleccions legislatives italianes de 2008, la Lliga Nord forma de nou aliança de govern amb el Poble de la Llibertat de Silvio Berlusconi, Bossi és nomenat Ministre de reformes per al Federalisme (el Federalisme fiscal és un dels punts forts del programa electoral de la Lliga) mentre que Roberto Maroni és nomenat Ministre d'Interior, promulgant immediatament una sèrie de lleis que endureixen les mesures contra la immigració il·legal. Durant la seva investidura, Bossi no dubtà a insultar novament a la bandera italiana alçant-ne el dit del mig públicament.

## Retirada de la política
El 5 d'abril de 2012, quan es va informar d'una suposada apropiació de fons del partit per als afers privats de la seva família, Umberto Bossi va dimitir com a secretari federal de la Lliga Nord. Els fiscals italians han al·legat que Bossi va utilitzar els diners destinats al seu partit per a les reformes de casa seva i en favors per a la seva família. Després de la renúncia, la Lega Nord li va concedir a l'instant el càrrec de president d'honor del partit. El lideratge de la Lliga del Nord es va confiar inicialment a un anomenat "triumvirat" format per Roberto Maroni, Roberto Calderoli i Manuela Dal Lago. El 7 de desembre de 2013 Matteo Salvini va assumir el càrrec de líder oficial del partit.
Amb una decisió d'agost de 2019, el Tribunal Suprem de Cassació va decretar (segons informa Reuters) "que el procés contra l'antic líder de la Lliga Umberto Bossi i el seu antic tresorer del partit havia expirat per prescripció, però la confiscació dels fons es va mantenir. La sentència es va publicar el 5 de novembre de 2019 després d'una sentència del Tribunal d'Apel·lacions de 26 de novembre de 2018 i sentència inicial de 24 de juliol de 2017, relacionada amb els comptes anuals del partit de 2009 i 2010.